# Subantarctia florae
Espèce
Subantarctia florae est une espèce d'araignées aranéomorphes de la famille des Orsolobidae.

## Distribution
Cette espèce est endémique de Nouvelle-Zélande. Elle se rencontre dans la région de Nelson.

## Étymologie
Son nom d'espèce lui a été donné en référence au lieu de sa découverte, Flora Saddle.

## Publication originale
- Forster, 1956  : New Zealand spiders of the family Oonopidae. Records of the Canterbury Museum, vol. 7, no 2, p. 89-169.